# Cervell in vitro
El cervell in vitro és l'acte de mantenir viu un cervell per mitjans artificials separat del cos. Es col·loca en un recipient irrigat de sang o substituts i se submergeix en líquid cefalorraquidi. De moment l'experiment s'ha realitzat únicament amb mamífers no humans i no ha aconseguit mantenir viu el cervell més enllà d'unes hores. Suposa la contrapart física de la teoria del cervell en una cubeta i és un tema que ha aparegut a la ciència-ficció com a part del trasplantament de cervells.